# 오버코트

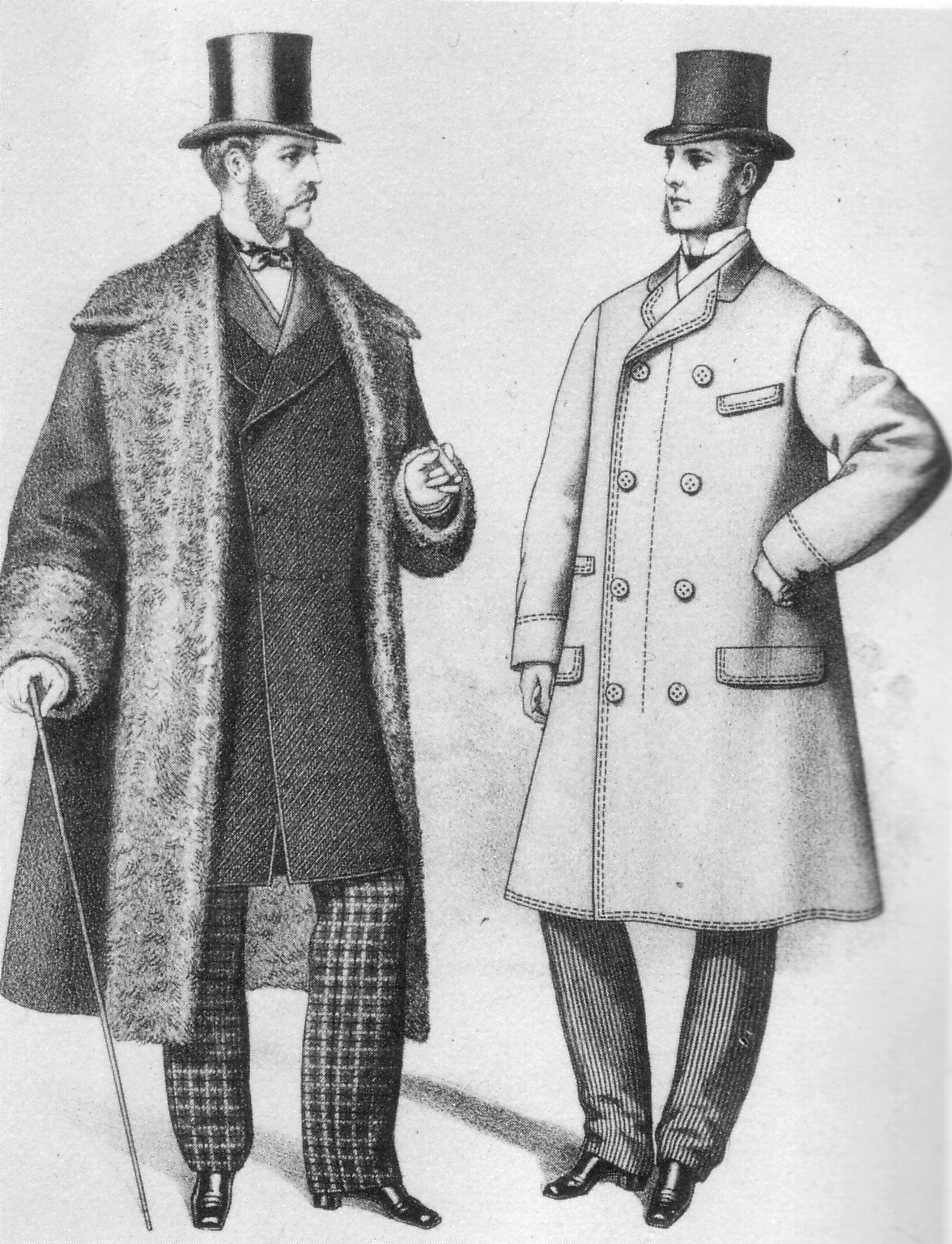
오버코트 (왼쪽)와 톱코트 (오른쪽)를 입은 2명의 남자 (The Gazette of Fashion, 1872년)

오버코트(영어: overcoat)는 코트 중에서도 길이가 긴 코트를 의미한다.